# 274021 Monikapoeller
274021 Monikapoeller este o planetă minoră (asteroid) din centura de asteroizi. A fost descoperită pe 12 septembrie 2007 la Gaisberg⁠(d) de Richard Gierlinger⁠(d). 
Obiectul prezintă o orbită caracterizată de o semiaxă mare de 3,1750867437263 UAi, o excentricitate de 0,059105350133185, o înclinație de 8,7296173752151 ° în raport cu ecliptica.